# Замок Уолден
Замок Уолден (англ. Walden Castle) — средневековый замок, расположенный в графстве Эссекс, Англия.

## История
Замок Уолден был построен близ местечка Саффрон-Уолден, графство Эссекс, для графа Жоффруа де Мандевиля между 1141 и 1143 годами. Это был один из нескольких замков, построенных чтобы укрепить власть Мандевиля в регионе. Сам замок был построен на природном возвышении в пределах города, квадратный норманский донжон и мощные стены замка образовывали прочное укрепление. В 1143 году граф был арестован по приказу короля Стефана, потребовавшего, чтобы Жоффруа де Мандевиль передал все принадлежащие ему замки, включая Уолден. В 1157 году по приказу Генриха II в замке была проведена фортификация. В последующие столетия замок пришёл в запустение и был разобран на строительные нужды, до настоящего времени сохранились только руины донжона и часть стен.